# Mike Beuttler
Mike Beuttler (n. 13 aprilie 1940, Cairo, Egipt – d. 29 decembrie 1988) a fost un pilot britanic de Formula 1 care a evoluat în Campionatul Mondial între anii 1971 și 1973.
1. ↑  Mike Beuttler, Autoritatea BnF
2. 1 2  The Peerage